# Immanuel Velikovsky

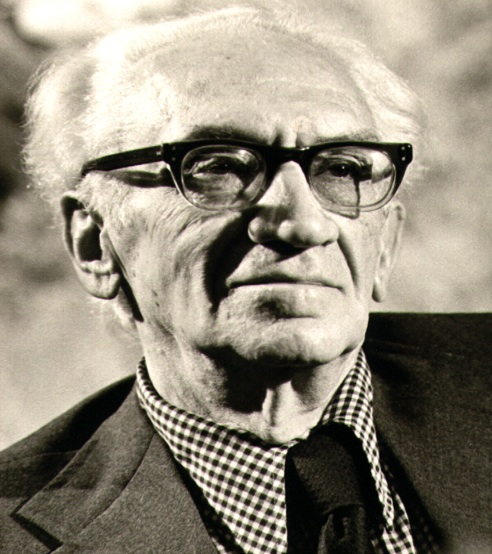
Immanuel Velikovsky, 1974

Immanuel Velikovsky (ursprünglich russisch Иммануил Великовский bzw. Immanuil Welikowski; * 29. Maijul. / 10. Juni 1895greg. in Wizebsk; † 17. November 1979 in Princeton) war ein russisch-US-amerikanischer Arzt, Psychoanalytiker und Autor vieler spekulativer Bücher. Seine Folgerungen über den Katastrophismus werden von den Fachwissenschaftlern als unhaltbar zurückgewiesen.

## Biografie
Velikovsky studierte nach seinem Schulabschluss ab 1914 in Montpellier und   Edinburgh, nahm 1915 sein Medizinstudium in Moskau wieder auf und erhielt 1921 seine Approbation. Nach Reisen nach Palästina ging
er anschließend nach Berlin. Dort heiratete er 1923 die Violinistin Elisheva Kramer aus Hamburg. Seine Ausgabe der Scripta Universitatis atque Bibliothecae Hierosolymitanarum wurde nach wenigen Bänden wieder eingestellt. Von 1924 bis 1933 studierte er Psychologie in Zürich und ab 1933 Psycho-Analyse in Wien.
Nach Ausbruch des Zweiten Weltkriegs widmete Velikovsky sich in New York City den Mythen der ägyptischen Geschichte und begann mit seinem Werk Ödipus und Echnaton. Nach 1949 veröffentlichte  er das Buch Welten im Zusammenstoß zuerst beim Verlag Macmillan, nachdem es von acht anderen Verlagen abgelehnt worden war. Auf Grund seiner zweifelhaften Methodik setzten dort veröffentlichende Wissenschaftler den Verlag unter Druck. Velikovsky fand in Doubleday einen neuen Verlag, der bereit war, seine Werke zu publizieren. Wenige Jahre später erschien das Buch Erde in Aufruhr. Während der Veröffentlichung seiner Ideen und des Erscheinens seiner Bücher war Velikovsky eine Persona non grata an Hochschulen und Universitäten.
In späteren Jahren folgten andere Plattformen und Foren, auf denen seine Arbeit vorgestellt und verbreitet wurde.
In den letzten Lebensjahren, in denen seine Arbeit weiterhin von Wissenschaftlern abgelehnt wurde, litt er an Diabetes und Depressionen. Obwohl noch weitere Werke in dieser Zeit erschienen (zum Beispiel Die Seevölker), konnte er seine anderen Werke nicht mehr zu Ende bringen. Am 25. Februar 1974 wurde Velikovsky doch noch ein Symposiumsauftritt bei der American Association for the Advancement of Science (AAAS) ermöglicht. Velikovsky starb 1979 in Princeton. Seine unveröffentlichten Schriften sollten mehrmals publiziert werden, konnten aber erst spät nach Streitigkeiten zwischen dem Verleger und der Familie Velikovskys erscheinen. Seit 1990 sind umfassende Schriften im Internet zur Verfügung gestellt worden und seit 2005 verwaltet die Princeton University seine nachgelassenen Schriften.

## Velikovskys Werke
Velikovskys Werke lassen sich in zwei wesentliche Teile gliedern: Der kontroverser diskutierte Teil befasst sich hauptsächlich mit Geschichten und Mythen, die Velikovsky als Beschreibung von weltweiten Katastrophen liest und interpretiert. Dazu gehören Bibel-Teile wie der Exodus genauso wie die Theogonie von Hesiod, die Ilias von Homer oder die Edda.

### Welten im Zusammenstoß
Im Jahr 1950 erschien Velikovskys Buch Welten im Zusammenstoß, welches eine katastrophistische Sichtweise auf Ereignisse der letzten 5000 Jahre vorstellt. Er kommt darin zu der Überzeugung, dass durch eine kosmische Katastrophe Masse von Jupiter „abgesprengt“ wurde und sich in einer Proto-Venus sammelte; diese kreiste als „Komet“ auf einer unregelmäßigen Bahn durch das innere Sonnensystem. Die Venus sollte sowohl mit ihrem „Kometenschweif“ als auch durch ihre Gravitation und ihre elektromagnetische Wirkung die Erde mehrfach verwüstet haben. Das Jahr hatte zuvor weniger als 360 Tage und änderte sich durch diese Umbrüche im 2. Jahrtausend v. Chr. zu einem Jahr mit 360 Tagen.
Ebenfalls wurde die Bahn des Mars in seiner Umlaufbahn von der Venus gestört, was als „Kampf der Götter“ in die Mythen, wie zum Beispiel die Ilias, einging.  Mars kam danach der Erde mindestens zweimal im 7. Jahrhundert v. Chr. nahe und richtete globale Verwüstungen an. Durch diese Interaktion soll sich das Jahr nochmals zu einer Länge von 365{\displaystyle {\tfrac {1}{4}}} Tagen geändert haben, während sich die Bahnen von Mars und Venus in der nachfolgenden Zeit stabilisierten.

#### Ergänzungswerke
Ergänzungen zu Welten im Zusammenstoß bilden Velikovskys Bücher Erde in Aufruhr (1955), worin er aus seiner Sicht geologische Zeugnisse vorstellt, und Menschheit im Gedächtnisschwund (1982, post mortem), das sich mit den von ihm angenommenen psychologisch-sozialen Auswirkungen beschäftigt. Auch deren Folgerungen werden von der Wissenschaft abgelehnt.

##### Erde im Aufruhr
In Erde im Aufruhr versucht Velikovsky, Beweise hauptsächlich aus Geologie, Biologie und anderen Naturwissenschaften vorzulegen, die eine andere Chronologie beweisen sollen.
Mammuts, Nashörner, Flusspferde, Büffel und Hyänen, die alle zusammen in 440 Meter Höhe über dem Meer unter vier Meter starken Lehmablagerungen gefunden wurden, wie auch Funde von Walknochen mitten im US-Bundesstaat Michigan, werden von Velikovsky in nacheiszeitlichen Schichten datiert. Auch gekippte Seen, mehrere hundert Meter dicke Lavaschichten, eine über den gesamten Südosten der USA verstreute Meteoritenzone und kilometerweit zurückgedrängte Strände führt Velikovsky für seine Hypothese ins Feld.

##### Menschheit im Gedächtnisschwund
Im Buch Menschheit im Gedächtnisschwund untersucht Velikovsky die möglichen individuellen wie gesellschaftlichen Auswirkungen, die das Miterleben der von ihm postulierten Katastrophen auf die Psyche hatte und noch hat. Ähnlich wie Sigmund Freud sieht er einen Verdrängungsmechanismus wirken, allerdings im Gegensatz zu Freud eher gesamtgesellschaftlich und in Bezug auf soziale Aspekte.

### Zeitalter im Chaos
Velikovsky rekonstruierte die altägyptische Geschichte unter der Annahme, dass eine zeitliche Übereinstimmung vom Auszug aus Ägypten der Israeliten mit der Katastrophe am Ende des Mittleren Reiches besteht, die im Ipuwer-Papyrus beschrieben wird. In der Folge erstellte er in mehreren Bänden eine Chronologie über einen Zeitraum von insgesamt 1200 Jahren. Weitere Belege zum gleichzeitigen Auszug am Ende des Mittleren Reiches werden von Velikovsky unter anderem im Papyrus der Eremitage in Sankt Petersburg und den Inschriften auf einem Schrein von al-Arisch gesehen.
Die Hyksos werden von ihm mit den biblischen Amalekitern, die Königin von Saba mit der ägyptischen Königin Hatschepsut und der biblische Schischak mit Thutmosis III. identifiziert. Für die Synchronisation dienten ihm auch die Ergebnisse der Ausgrabungsstätte Ras Schamra, die Zeittafeln Kretas in der minoischen Periode und der Griechenlands in der mykenischen Periode, die Fehler beinhalten sollen. Durch diese Vorgehensweise löste er ihm erscheinende Schwierigkeiten der bisherigen Bibelinterpretation auf und setzte zugleich die Hurritische Sprache der karischen gleich.
Die Amarna-Briefe aus der späten 18. Dynastie werden von ihm in die Zeit Ahabs, basierend auf Ereignissen aus den Königreichen Israel und Juda, datiert.
Die Berichte von der Schlacht bei Kadesch verarbeitet Velikovsky zu der Vermutung, dass mit der Stadt Kadesch der Ort Karkemisch am westlichen Euphrat-Ufer gemeint ist. Auf Grund von Textvergleichen vermutet er, dass Nebukadnezar und Ramses II. Zeitgenossen gewesen sein sollen. Das Reich der Hethiter sah Velikovsky nur als Doppelung des Reiches der Chaldäer, womit er auch die zeitliche Einordnung des babylonischen Exils in Verbindung mit dem Exodus begründete.
Velikovsky setzt sich mit der früheren Forschung in der Ägyptologie, den Kacheln von Tell el-Jehudijeh und der nahegelegenen Nekropolis auseinander. Weitere schriftliche Zeugnisse, so z. B. der Große Papyrus Harris und Diodors Berichte, werden von ihm zeitlich neu bewertet. Ramses III. wird von Velikovsky als Nektanebos I. identifiziert, die Seevölker sind griechische Söldner und die Philister eigentlich Perser; auch hier beruft er sich auf eigene Forschungen, die auf Grund archäologischer Befunde und Textvergleichen von ihm vorgenommen wurden.
Die Könige der 20. Dynastie sollen Königsdopplungen der 29. und 30. Dynastie sein und die Könige der 21. Dynastie werden mit Priesterfürsten und Statthaltern von Dareios II. verglichen.

## Rezeption
Velikovsky versuchte wiederholt, Wissenschaftler zur Unterstützung von Experimenten zu gewinnen. So wandte er sich z. B. im April 1946 mit einem Brief an Harlow Shapley, ebenso an den Philosophen Horace M. Kallen. Im Sommer 1946 richtete er auch Anfragen an die Astronomen Rupert Wildt und Walter S. Adams. Vor allem auch im Rahmen des aufkommenden Raumfahrtprogramms meinte er Möglichkeiten zu erhalten, die ihm jedoch meist verwehrt wurden.
Wissenschaftler betrachten Velikovskys Arbeitsweise, Sagen zu deuten und daraus astronomische Modelle ohne mathematische Grundlage zu erstellen, als unwissenschaftlich. Astronomen und Physiker halten seine Spekulationen über das Sonnensystem für unhaltbar. Messungen elektromagnetischer Effekte im Sonnensystem liegen nicht in der Größenordnung, wie das Modell Velikovskys sie verlangt. Auch ist die Venus schon seit mindestens Millionen oder Milliarden Jahren im Zustand des thermodynamischen Gleichgewichts. Kohlenwasserstoffe sind in der Atmosphäre der Venus nur in winzigen Spuren vorhanden, Hauptbestandteil ist Kohlendioxid. Wasserstoff ist im Gegensatz zur Zusammensetzung von Kometen nur in geringen Mengen vorhanden, vor allem als Wasser, Schwefelsäure oder auch Schweflige Säure.
Auch Biologen und Geologen sehen keinen Grund, die bisherigen wissenschaftlichen Grundlagen hinsichtlich Velikovskys Thesen zu ändern. Ebenso lehnen die Historiker die historischen Spekulationen Velikovskys ab und erklärten, dass er aus seinen Quellen selektiv das zitiere, was zu seinen Hypothesen passe, und die Widersprüche verschweige. Die Argumente, mit denen Velikovsky seine Hypothesen stützte, entstammten sehr vielen Feldern und seien in ihrer Kombination und Beweiskraft nicht nachvollziehbar.

## Einfluss Velikovskys
Nach der Wiederveröffentlichung von Velikovskys Hauptwerk „Welten im Zusammenstoß“ (Umschau Verlag, Frankfurt a. M.) und der Veröffentlichung eines Artikels über die Thesen Velikovskys durch den Soziologen Gunnar Heinsohn in der Zeitschrift „Freibeuter“ im Jahr 1978 begann auch in Deutschland eine eingehendere Debatte unter Amateurforschern. 1982 gründeten Christoph Marx und Heinsohn die Gesellschaft zur Rekonstruktion der Menschheits- und Naturgeschichte (GRMNG). Der Verein löste sich 1988 jedoch wieder auf.